# Bilal Sonses
Bilal Sonses (* 28. Oktober 1989 in Istanbul) ist ein türkischer Popmusiker, Songwriter kurdischer Abstammung.

## Leben und Karriere
Sonses, wurde am 28. Oktober 1989 im Istanbuler Stadtteil Fatih als Kind einer kurdischen Familie aus Adıyaman geboren. Sein Vater, Mehmet Sonses, war wie sein Sohn Musiker. Im Jahr 2002 starb er an den Folgen eines Unfalls. 
Seine musikalische Karriere begann zunächst im Jahr 2015 auf YouTube, wo er in seinem Channel Cover-Versionen von bekannten türkischen Songs sang. Durch die Veröffentlichung dieser Musikaufnahmen wurde er nach kurzer Zeit einem breiten Publikum bekannt. Der Durchbruch gelang ihm schließlich Ende 2017 mit der Single Öpesim Var und der gleichnamigen EP. Seitdem hat er eine Reihe von erfolgreichen Singles veröffentlicht, unter anderem mit bekannten türkischen Künstlern wie Yıldız Tilbe, Bengü, Ziynet Sali, Reynmen oder Tuğçe Kandemir.
Er ist daneben auch als erfolgreicher Songwriter und Produzent tätig und hat bereits Songs für Mustafa Ceceli, Murat Boz oder Ebru Yaşar geschrieben und produziert. Im Jahr 2022 gewann er einen Altın Kelebek Award in der Kategorie Bester Fantezi-Musiker.

## Diskografie

### EPs
- 2017: Öpesim Var
- 2023: İki Kadeh

### Singles
| - 2017: Gözlerine Bakinca Senin - 2017: İki Kelime - 2017: Öpesim Var - 2018: Günahımı Aldın - 2018: Yak - 2018: Derdime Dermanım - 2018: İçimdeki Sen (mit Tuğçe Kandemir) - 2019: İkimiz de Bilemedik - 2019: İnat Keçi - 2019: İçimden Gelmiyor (mit Bengü) - 2019: Sevme - 2019: Sen Aldırma (mit Reynmen) - 2019: Neyim Olacaktın? - 2019: Cennetten Çiçek - 2020: Sende Kaldı Yüreğim (mit Derya Bedavacı) - 2020: Sonu Gelmez (mit Seda Tripkolic) - 2020: Yara (mit Ziynet Sali) - 2020: Görmedim Sen Gibi - 2020: Nefret - 2020: Geç Değil (mit Rozz Kalliope) - 2020: Çat Kapı - 2020: Hasbelkader (mit Yıldız Tilbe) - 2021: Sebepsiz Boş Yere - 2021: Şimdiki Aklım - 2021: Dayanırım (mit Arda Han) - 2021: Bu Aşkta Zararım Var | - 2021: Söz Verdim - 2021: Geçmişi Araladım - 2022: Dağlar (Akustik) - 2022: Bir Kulum İşte (Akustik) - 2022: Dön Diyemem - 2022: Olmuyor - 2022: Başa Sar - 2023: Ardından - 2023: Şekerparem - 2023: Aşkından Yanayım Mı? - 2023: Cereyan - 2023: İki Kadeh - 2023: İyi Değilim - 2024: Yapma (mit Şehzade) - 2024: Sevdam (mit Zehra) - 2024: Tavrına Hayran (mit Reynmen) - 2024: Cellat - 2024: Karlı Bahar (mit Aynur Polat) - 2024: Dayanamam Asla - 2024: Ne Olur (mit Merve Özbey) - 2025: Bu Aşk - 2025: Sen Mi Ben Mi? (mit Deniz Toprak) - 2025: Diyemedim Elveda (mit Çağın) - 2025: Çek Git - 2025: Sersem |

### Songwriting und Produktionen
- 2019: Bedel (von Mustafa Ceceli)
- 2020: Can Kenarım (von Murat Boz)
- 2020: Kalmam (von Ebru Yaşar)
- 2020: Hevesim Yok (von Reynmen)
- 2021: Mecnun (von İlyas Yalçıntaş)
- 2022: Sen Hala Ordasın (von Ece Seçkin)
- 2022: Kimse Bilmesin (von Bengü)
- 2022: Ara Sıra (von İrem Derici)

## Auszeichnungen
- 2022: Altın Kelebek Award in der Kategorie Bester Fantezi-Musiker